# Ciudad Carmel
Ciudad Carmel (hebreo: עיר הכרמל, "Ir HaKarmel") es una ciudad del Distrito Haifa de Israel localizada en los alrededores del Monte Carmelo. Según la Oficina Central de Estadísticas de Israel (CBS), a finales de 2006 la ciudad tenía una población de 24,000 habitantes. 
Fue fundada en el año 2003 como resultado de la fusión de las ciudades Druze, Daliyat al-Karmel y Isfiya.